# グリセンティM1910

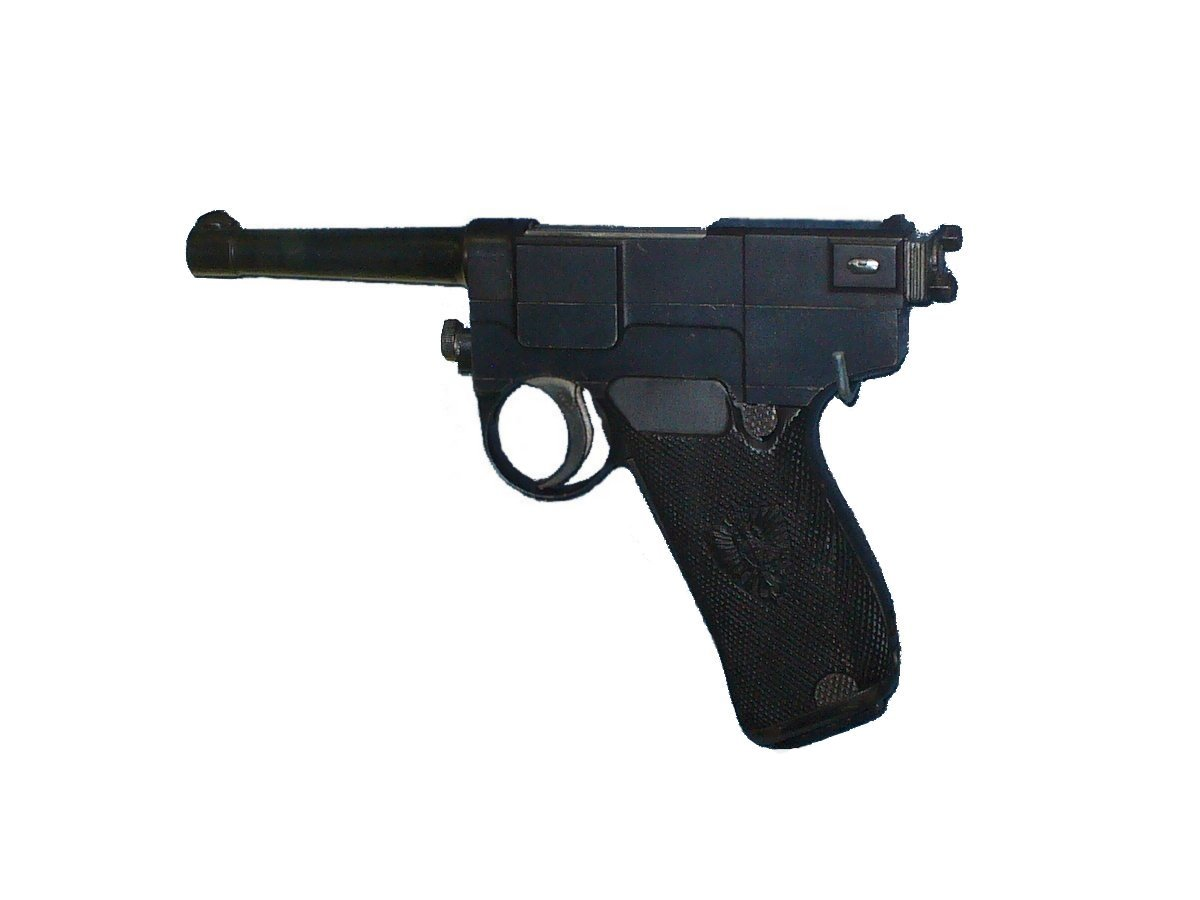
グリセンティM1910

グリセンティM1910（Glisenti M1910）はイタリアのグリセンティ社（Glisenti）が製造・販売した自動拳銃である。
本銃は1902年からグリセンティ社で販売された自動拳銃である。設計者はベスール・レベッリィ（Bethel Revelli）とされている。1907年までグリセンティ社が生産を行なったが、1908年からはブリクシア（Brixia）と呼ばれるテンピニ社（Metallurgica Bresciana gia Tempini）によるモデルに切り替わっている。ボデオ M1889の後継としてイタリア軍が1910年に制式採用したためM1910の名前を持つが、グリセンティM1910となっていてもブリクシアが支給されたこともあったと思われる。1925年頃まで製造され続けた。

## 特徴
口径は7.65mmだがオリジナルのボトルネックの7.65mmグリセンティであり他の弾丸は使用できない。これは内部機構の問題である。本銃は独特なショートリコイル方式を取り入れており、ハンマーのような形のロッキングブロックが板バネの圧力によりボルトをロックし、ショートリコイルを行なうというものである。つまりバネの圧力を超えるカートリッジは破損の原因となってしまうのである。軍用になってからパワー不足が指摘され、9mmに口径がアップするが弾丸は変わらずオリジナルの9mmグリセンティを使用した。その頃普及し始めていた高初速の9mmパラベラム弾とサイズ的には同一であったが、間違えて装填すると銃の破損を招くことになった。

## その後
グリセンティの評判は芳しくなかったが、第一次世界大戦が近付きつつあったヨーロッパは不穏な空気に包まれていたため、イタリア軍は本銃をそのまま使用していた。しかし部品数も多く細かな仕上げを要する本銃は（ブリクシアでは製造工程を簡略化してあり生産性を上げていた）、大戦が始まると生産が間に合わずイタリア軍は深刻な銃不足に陥った。その窮地を救ったのがピエトロ・ベレッタであり、彼の経営するベレッタ社はベレッタM1915を開発、大量生産を成し遂げ一躍国内トップメーカーへと発展した。ベレッタの存在により、グリセンティM1910はあたかも失敗作のように扱われ評価は低い。ほぼ同時期に開発されたルガーP08が1943年まで生産され、第二次世界大戦中にも使用されていることを考えると国力や生産力の差が影響したことは否めない。ただし、ルガーはマニュアルセフティがあったのに対して、本銃はそれが無いという設計の違いがあるため、同一条件で比較できない面もある。
ショートリコイル、ストライカー方式を用いた独創的な内部機構やその外観は日本の十四年式拳銃にも影響を与えたと言われている。

## バリエーション
ブリクシア
グリセンティの簡易生産版。凹凸の多い側板をできるだけフラットにし、グリップセフティを廃したモデル。詳細は不明だが9mmのものもあると思われる。
9mmグリセンティ
口径を9mmにアップしたモデル。前述の通り9mmパラベラムの登場で不遇な結果となる。

## 登場作品
『Axis powers ヘタリア』
ヘタリア 3 Axis Powersに登場。
『ルパン三世』
原作漫画版で使用（ただし、ディテールはかなり不正確）。